# Santiago Cabanas Ansorena
Santiago Cabanas Ansorena (Madrid, 1954) é um diplomata e político espanhol, embaixador da Espanha nos Estados Unidos desde 2018.

## Biografía
NNsceu em Madrid, em 1954. Licenciou-se em Direito e entrou para o Ministério dos Negócios Estrangeiros espanhol em 1981..
Esteve destacado nas representações da Espanha no Irão e nos Estados Unidos. Foi Diretor-Geral Adjunto da Europa Oriental e Relações Culturais e Científicas, e Diretor do Gabinete do Ministério dos Negócios Estrangeiros. Posteriormente, foi embaixador da Espanha na República Checa, Cônsul-Geral de Espanha em Miami e Diretor-Geral dos Assuntos Consulares e migratórios. Em julho de 2011 foi nomeado Diretor-Geral de Política Externa e de Segurança e, em janeiro de 2012, Diretor-Geral de Política Externa e Assuntos Multilaterais, Globais e de Segurança. Tornou-se embaixador da Espanha no Reino Hashemita da Jordânia desde maio de 2013 até ser empossado em 2017 como embaixador na Argélia.
Em 7 de setembro de 2018 foi nomeado embaixador da Espanha nos Estados Unidos da América. Apresentou as suas cartas credenciais ao Presidente dos EUA, Donald Trump, a 17 de setembro.